# Popowice (Łódź)
Popowice is een plaats in het Poolse district  Wieluński, woiwodschap Łódź. De plaats maakt deel uit van de gemeente Pątnów en telt 500 inwoners.